# Ambia symphorasalis
Ambia symphorasalis là một loài bướm đêm trong họ Crambidae.